# Mathilde Satz
Mathilde Satz (* 23. Oktober 1875 in Flensburg; † unbekannt) war eine deutsche Künstlerin.

## Leben
Mathilde Satz war die Tochter des Flensburger Hoteliers Siegmund Satz (1843–1929), Inhaber des Hotels Colosseum und später Besitzer des Glücksburger Kurhauses. Sie war eine der Töchter von insgesamt 11 Kinder, in nur 17 Jahren ihrer Mutter Mathilda Satz, ihres Zeichens Wirtschafterin im Kurhotel Glücksburg.
Sie betätigte sich anfangs als Malerin im Künstlerkreis der Ekensunder Malerkolonie, ging dann jedoch 1902 zum Kunstgewerbe über und fertigte Entwürfe für Plakate, Teppiche, Tapeten, Buchschmuck und keramische Arbeiten.
Um keramische Arbeiten durchführen zu können, erwarb sie sich das notwendige Wissen bei dem Keramiker Wilhelm Richter, der am 1. August 1868 eine Töpferei in der Friedrichstrasse 81 in Schleswig gegründet hatte. Im Winter 1902/1903 war sie dann zur weiteren Ausbildung, unter anderem gemeinsam mit Dorothea Seeligmüller (1876–1951), Erna Kloos, Emmy Hormann, Erica von Scheel und Elisabeth Kaiser im Kunstgewerblichen Seminar bei Henry van de Velde, das dieser am 15. Oktober 1902 in Weimar gegründet hatte. 
Ihre kunstgewerblichen Entwürfe erstreckten sich auf die Bereiche Druckgraphik und buchkünstlerische Gestaltung, aber auch auf die Raumkunst. In späteren Jahren ging sie ganz zur Keramik über.
Sie erhielt für ihre kunstgewerblichen Entwurfszeichnungen, besonders für ihre Plakatentwürfe, mehrere Preise.

## Ausstellungen
Werke von Mathilde Satz wurden in der Zeit vom 8. September bis 11. November 2007 in der Kabinettausstellung Henry van de Velde und seine Schüler: Erica von Scheel, Mathilde SatzGlücksburg, Thilo Schoder und andere in der Villa Esche sowie vom 8. September 2008 bis 11. November 2008 in der Ausstellung Henry van de Velde und seine Schüler: Erica von Scheel, Mathilde Satz-Glücksburg, Thilo Schoder u. a. im Henry van de Velde Museum der Kunstsammlungen Chemnitz gezeigt.